# 田寮坑
田寮坑，原寫為田藔坑，是臺灣新竹縣橫山鄉的一個傳統地域名稱，位於該鄉西南部。相較於今日行政區，其範圍大致與田寮村相近。

## 歷史
台灣清治末期至日治初期，田寮坑地區為一街庄，稱為「田藔坑庄」，隸屬於竹北一堡。該庄昔日西以上坪溪主流及分流與燥樹排庄、員崠仔庄、下公館庄為界，北與橫山庄為鄰，東與頭份林庄、大山背庄為鄰，南邊為濫仔庄。
1901年（日治明治三十四年）11月，全台廢縣廳改設二十廳，該庄隸屬於新竹廳。1909年（明治四十二年）10月，合併二十廳為十二廳，該庄隸屬不變。1920年（大正九年），廢十二廳改設五州二廳，該庄改制並雅化為「田寮坑」大字，隸屬於新竹州竹東郡橫山庄，大字下有「田寮坑」、「矺子」小字名。
戰後橫山庄改制為橫山鄉，隸屬於新竹縣，大字亦改制為村。1950年桃、竹、苗分治，橫山鄉隸屬不變。

## 交通
鄉道竹33線（田洋街）是新庄子至水頭排（紙寮對岸）的道路，其南側端點位於本地區南部的水頭排聚落。由此向北沿上坪溪東岸地帶而行，出邊界後可前往新庄子聚落並止於省道台3線路口。

## 學校
- 新竹縣橫山鄉田寮國民小學[3]